# بارلینگ (آرکانزاس)
بارلینگ (آرکانزاس) (به انگلیسی: Barling, Arkansas) یک شهر در ایالات متحده آمریکا با جمعیت ۴٬۱۷۶ نفر است که در آرکانزاس واقع شده‌است.

## موقعیت جغرافیایی
موقعیت جغرافیایی شهرها و مناطق اطراف به شرح زیر است: